# Gestroana discoidea
Gestroana discoidea är en insektsart som först beskrevs av Bolívar, I. 1898.  Gestroana discoidea ingår i släktet Gestroana och familjen torngräshoppor. Inga underarter finns listade i Catalogue of Life.